# Artêmis Cruz
Artêmis Pâmela Guimarães Soares Cruz (Santos, 23 de maio de 1995) é uma enxadrista brasileira, ainda sem título FIDE.
Em 2011 foi campeã brasileira absoluta de xadrez, título conquistado no 51º Campeonato Brasileiro Feminino, realizado na cidade de Balneário Camboriú. Tem como treinador o Mestre FIDE Carlos Alberto Sega, e defende o Clube de Xadrez de Santos.

## Títulos conquistados
- Campeã Brasileira Absoluta (2011)
- Campeã Brasileira Sub-14 (2010)
- Campeã das Olimpíadas Escolares (2010)